# Yerkheda
Yerkheda è una suddivisione dell'India, classificata come census town, di 10.367 abitanti, situata nel distretto di Nagpur, nello stato federato del Maharashtra. In base al numero di abitanti la città rientra nella classe IV (da 10.000 a 19.999 persone).

## Geografia fisica
La città è situata a 21° 12' 51 N e 79° 10' 49 E.

## Società

### Evoluzione demografica
Al censimento del 2001 la popolazione di Yerkheda assommava a 10.367 persone, delle quali 5.338 maschi e 5.029 femmine. I bambini di età inferiore o uguale ai sei anni assommavano a 1.260, dei quali 623 maschi e 637 femmine. Infine, coloro che erano in grado di saper almeno leggere e scrivere erano 8.148, dei quali 4.459 maschi e 3.689 femmine.